# Місто вийшло погуляти
Місто вийшло погуляти, або  Місто прибуває (англ. «City Come A-Walkin») — науково-фантастичний роман письменника Джона Ширлі, опублікований у 1980 році.
Роман вважається передтечею жанру кіберпанк, оскільки він передбачає деякі теми, які в наступні роки стануть центральними в науково-фантастичній літературі «Руху дзеркал», як, наприклад, штучний інтелект, кіберпростір і аватари . 

## Стислий сюжет
У нього немає часу на такі дурниці. У нього є свої справи, і лише одна ніч, щоб їх зробити... У всякому разі, він не «одна» людина. Хіба ти не розумієш? Це місто. Все в одному шматку. Місто, занурене в сон, мріє і втілюється в тіло, брате. ясно? Це ґештальт цього місця, цього довбаного міста, загорнутого в одну людину.— Джон Ширлі, «Місто вийшло погуляти»
У Сполучених Штатах у найближеному майбутньому поступове обов’язкове впровадження електронних платіжних систем (так званих МПГ, «миттєвих переказів коштів») спотворює природу міст, переміщує діяльність і робить марними великі скупчення людей. Крім того, розвиток комунікацій закладає основи для глобального села та принижує соціальну роль мегаполісів. Сан-Франциско, як і інші міста, є живою одиницею, особливо вночі; його кровообіг – це водопровідні та газові труби, його нейронна мережа представлена телефонними та електричними лініями, але його сила піддається кризі через розвиток МПГ. Ця технологія контролюється мафією, і Сан-Франциско вирішує захистити себе, знищивши організовану злочинність, яка незаконно розпоряджається доходами.
Сан-Франциско матеріалізується в людській формі, а його аватар відкривається Стю, власнику відомого нічного клубу «Амнезія», який став останнім бастіоном проти МПГ. «Амнезія» є одним з останніх підприємств, які все ще приймають готівку, і його власник активно виступає проти запровадження електронних грошей. Сан-Франциско переконує Стю, який має великі проблеми зі злочинним світом за те, що всіляко виступав проти електронної валюти, співпрацювати з ним та направляє його на кілька кривавих дій проти мафії. Допомагає Стю Кец Вейлен, молода зірка альтернативного панк-року з екстрасенсорними здібностями, що закохана в Стю.
Співпраця, спочатку представлена Сан-Франциско (він же Місто), Стю і Кец як безкровні дії, спрямовані на отримання доказів незаконної діяльності мафії, спрямованої на узурацію влади, для повідомлення ЗМІ, згодом виявляється неймовірно насильницькою. Можливості міста дозволяють йому змінювати матеріал, з якого складається його інфраструктура, за бажанням. Деяких гангстерів безжально вбивають, а Стю, який, з одного боку, неминуче втягнутий у плани Сан-Франциско, а з іншого, за яким полює бос мафії Руф Роско, який створює вакуум навколо нього, незважаючи на великі застереження щодо планів Міста, не здатний відступити. Кец вирішує більше не миритися з втручанням Сан-Франциско в їхні життя, хоча й закохана у Стю, залишає його та їде на Схід, віддаляючись від негативного впливу міста.
Спроби Стю знайти підтримку у журналістів чи окружного прокурора марні; Економічний вплив і влада Роско надто сильні. Однак під час його подорожей до інших міст зі Стю зв’язуються представники інших метрополій, які, застерігаючи його від Сан-Франциско, який, як вони кажуть, страждає на психічну хворобу, заспокоюють його, стверджуючи, що мафію скоро буде знищено.
Поки Стю спить, Місто втручається оволодіває його тілом. Він прокидається безтілесним; душа Стю відпливає від тіла, яке перетворилося на кіборга, що під впливом Сан-Франциско знищує всіх членів банди Роско. Стю продовжує жити роками як астральне тіло, мандруючи між часом і простором.

## Персонажі
Стюарт «Стю» Коул
власник клубу «Амнезія».
Кац Вайлен
Її справжнє ім'я Соня Пфлуг, але вона відома під своїм сценічним псевдонімом. Автор пісень, лідер рок-групи, має екстрасенсорні здібності. Закохана в Стю, вона підтримує з ним стосунки і спочатку підтримує його в боротьбі з мафією.
Місто
Уособлення Сан-Франциско.
Артур «Мистецтво» Топп
Адвокат Стю, фактично підконтрольний кримінальному світу і компанія, яка контролює всі комерційні операції, що здійснюються в примусовому порядку з електронними грошима .
Руф Роско
Гангстер, який тримає монополію на економічні операції по всій території Сполучених Штатів .
Лосось
Tif адвокат.
Гуллардо
Мафіозний бос і соратник Роско.
Білл Воллах
Бармен в клубі Amnesia і партнер Стю.

## Дивіться також
- Кіберпанк